# Zappa’s Universe
A Zappa’s Universe Joel Thome karmester vezetésével, Frank Zappa tiszteletére, az ő munkáiból rendezett koncert volt New Yorkban, 1991-ben. A koncert anyagából videó- és CD-kiadvány is készült, ez utóbbival az egyik résztvevő, Mike Keneally meglehetősen elégedetlen volt. A koncerten fellépett többek között Steve Vai, Dweezil Zappa, Scott Thunes is.
Steve Vai a "Sofa" itteni előadásáért Grammy-díjat kapott.

## A lemez számai
1. Elvis Has Just Left the Building
2. Brown Shoes Don't Make It
3. Jazz Discharge Party Hats
4. Inca Roads
5. Moggio
6. Nite School
7. Echidna's Arf (Of You)
8. Hungry Freaks, Daddy
9. Heavenly Bank Account
10. The Meek Shall Inherit Nothing
11. Waka Jawaka (Edit)
12. Sofa
13. Dirty Love
14. Hot Plate Heaven At The Green Hotel